# Un magnifico ceffo da galera
Un magnifico ceffo da galera (Scalawag) è un film del 1973, diretto da Kirk Douglas e Zoran Calic.

## Trama
Dopo una scorribanda, i pirati capitanati da Peg nascondono la refurtiva in oro in un luogo nascosto. 
Il pappagallo parlante di uno di loro conosce la strada, e quando coloro che hanno nascosto l'oro periscono uno dopo l'altro, Peg dovrà affidarsi a lui per ritrovare il tesoro. 
Il sopraggiungere di un uomo, una donna e un ragazzino complicherà le cose.